# Superpuchar Polski w hokeju na lodzie 2019
Superpuchar Polski w hokeju na lodzie mężczyzn 2019 – 6. edycja rozgrywek o Superpuchar Polski, zorganizowana przez Polską Hokej Ligę. W meczu rozpoczynającym sezon hokejowy 2019/2020 w Polsce zagrały zespoły mistrza Polski z sezonu 2018/2019 (GKS Tychy) i zdobywcy Pucharu Polski z tego samego sezonu (JKH GKS Jastrzębie). Spotkanie odbyło się 13 września 2019 roku w hali Jastor przy ul. Leśnej w Jastrzębiu-Zdroju.
Obrońcą tytułu była drużyna GKS-u Tychy, która w finale poprzedniej edycji pokonała MKS Comarch Cracovię 3:0 i po raz drugi w historii sięgnęła po to trofeum.

## Uczestnicy

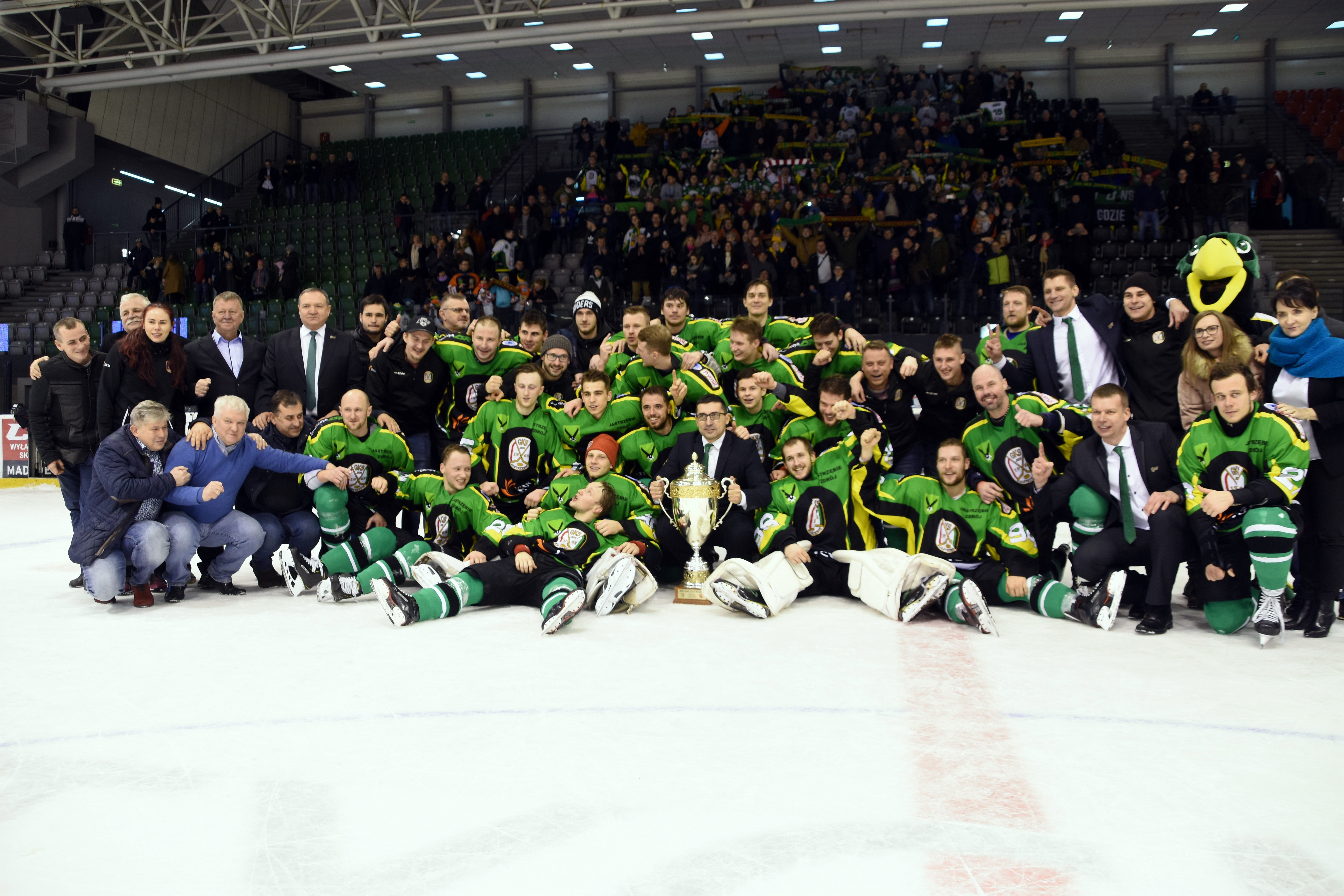
Drużyna JKH GKS Jastrzębie zdobywca Pucharu Polski w 2018 roku

W meczu o Superpuchar Polski wystąpiły kluby, które zwyciężyły w najważniejszych rozgrywkach hokejowych w Polsce w sezonie 2018/2019. Dzięki zdobyciu 4. mistrzostwa Polski po wygranej w finale play-off z drużyną Comarch Cracovii 4:2, GKS Tychy zagrał w Superpucharze po raz czwarty. Tyszanie dwukrotnie w edycjach 2015 i 2018 zdobywali to trofeum, a raz w 2017 roku ulegli drużynie Cracovii. Drugim uczestnikiem spotkania był zespół JKH GKS Jastrzębie. Jastrzębianie w poprzednim sezonie wywalczyli drugi w historii klubu Puchar Polski. W rozgrywanym w Tychach turnieju finałowym najpierw w półfinale pokonali po serii rzutów karnych 4:3 drużynę Tauronu GKS Katowice, a następnie w meczu finałowym zwyciężyli 4:0 TatrySki Podhale Nowy Targ. Zespół JKH GKS Jastrzębie debiutował w rozgrywkach o Superpuchar Polski.
Przed startem nowego sezonu obydwie drużyny rozegrały mecze sparingowe, a także wystąpiły w turniejach towarzyskich. GKS Tychy drugi rok z rzędu uczestniczył w rozgrywkach Hokejowej Ligi Mistrzów. W rozegranych czterech spotkaniach tyszanie ponieśli cztery porażki. Najbliżej wygranej byli w meczu przeciw niemieckiemu Adler Mannheim, jednak ostatecznie przegrali 2:3 po dogrywce. Zespół z Tych przygotowując się do Ligi Mistrzów oraz ligi polskiej rozegrał w sierpniu pięć spotkań kontrolnych z drużynami czeskimi. Dwa z nich wygrał, a trzy przegrał. Z kolei zespół JKH rozegrał więcej meczów kontrolnych. Na początku sierpnia jastrzębianie wzięli udział w turnieju o Puchar RT Torax Poruba. Podopieczni Róberta Kalábera wygrali wszystkie spotkania pokonując zespół gospodarzy HC RT Torax Poruba, Draci Šumperk, HK Debreczyn oraz GKS Katowice. Ponadto w drugiej połowie sierpnia rozegrali trzy sparingi. Dwa ze słowackim MHC Martin, zakończone zwycięstwem i porażką oraz zwycięski z czeskim HC Frydek Mistek. Również w sierpniu JKH brało udział w silnie obsadzonym Pucharze Wyszehradzkim, gdzie zwyciężyło w rozgrywkach grupowych.

### Składy
Przed rozpoczęciem nowego sezonu w obydwu klubach doszło do zmian kadrowych. Niewielkie roszady nastąpiły w drużynie GKS Tychy. Z klubu odeszło trzech podstawowych zawodników. Obrońca Kamil Górny wrócił do macierzystego klubu JKH GKS Jastrzębie. Zespół opuścił najlepszy strzelec Tomáš Sýkora, który przeniósł się do Fischtown Pinguins w niemieckiej DEL. Drużynę opuścił również ukraiński napastnik Andrij Michnow, który wrócił na Białoruś do Mietałłurga Żłobin. W ich miejsce klub wzmocniło również trzech hokeistów. Obrońca Denis Akimoto trafił do Tych z Zagłębia Sosnowiec. Umowę podpisał również dwaj napastnicy polskiego pochodzenia Christian Mroczkowski oraz Michael Szmatula.
Po nieudanym poprzednim sezonie w drużynie JKH GKS Jastrzębie doszło do dużych roszad kadrowych. Z klubu odeszli prawie wszyscy obcokrajowcy z wyjątkiem Martina Kasperlíka. Z klubem kontrakty podpisało trzech nowych obrońców i trzech napastników. Z GKS Tychy wrócił Kamil Górny, a linię defensywną wzmocnili doświadczony Łotysz Māris Jass, który w poprzednim sezonie występował w Tauronie GKS Katowice oraz Słowak Henrich Jabornik z węgierskiego Dunaújvárosi Acélbikák. Siłę ataku wzmocniło dwóch byłych napastników GKS-u Katowice. Maciej Urbanowicz, który został nowym kapitanem oraz Jesse Rohtla, który w ubiegłym sezonie ligowym zanotował 40 bramek i 76 asyst. Partnerem w linii ataku Rohtli ma być inny Fin Artem Iossafov, który w sezonie 2016/2017 był najlepszym strzelcem Podhala Nowy Targ.

#### GKS Tychy
| SKŁAD             | SKŁAD | SKŁAD                 | SKŁAD          | SKŁAD            | SKŁAD                   | SKŁAD | SKŁAD |
| Lp.               | Nr    | Zawodnik              | Data urodzenia | Wzrost/Waga      | Wychowanek              |       |       |
| ----------------- | ----- | --------------------- | -------------- | ---------------- | ----------------------- | ----- | ----- |
| BRAMKARZE         |       |                       |                |                  |                         |       |       |
| 1.                | 18.   | Kamil Lewartowski     | 1998-02-06     | 182 cm/75 kg     | MOSM Tychy              |       |       |
| 2.                | 60.   | Jakub Maciejewski     | 2001-03-17     | 183 cm/70 kg     |                         |       |       |
| 3.                | 31.   | John Murray           | 1987-07-04     | 184 cm/89 kg     |                         |       |       |
| 4.                | 30.   | Jakub Zawalski        | 1999-01-15     | 194 cm/93 kg     |                         |       |       |
| OBROŃCY           |       |                       |                |                  |                         |       |       |
| 4.                | 59.   | Denis Akimoto         | 1991-08-20     | 180 cm/90 kg     |                         |       |       |
| 5.                | 12.   | Olaf Bizacki          | 1999-02-26     | 170 cm/80 kg     |                         |       |       |
| 6.                | 69.   | Mateusz Bryk          | 1989-08-24     | 185 cm/80 kg     | JKH GKS Jastrzębie      |       |       |
| 7.                | 6.    | Bartosz Ciura         | 1992-11-20     | 186 cm/87 kg     | UKH Dębica              |       |       |
| 8.                | 29.   | Alaksandr Jeronau     | 1989-05-05     | 187 cm/86 kg     | Chimik Nowopołock       |       |       |
| 9.                | 33.   | Michael Kolarz        | 1987-01-12     | 182 cm/88 kg     | HC Vítkovice            |       |       |
| 10.               | 87.   | Michał Kotlorz (C)    | 1987-05-12     | 179 cm/87 kg     | wychowanek              |       |       |
| 11.               | 88.   | Peter Novajovský      | 1989-09-27     | 184 cm/85 kg     | Slovan Bratysława       |       |       |
| 12.               | 67.   | Bartłomiej Pociecha   | 1992-03-22     | 186 cm/85 kg     | KTH Krynica             |       |       |
| NAPASTNICY        |       |                       |                |                  |                         |       |       |
| 13.               | 3.    | Adam Bagiński         | 1980-03-17     | 184 cm/82 kg     | GKS Stoczniowiec Gdańsk |       |       |
| 14.               | 78.   | Michael Cichy         | 1990-07-08     | 180 cm/85 kg     |                         |       |       |
| 15.               | 24.   | Radosław Galant (A)   | 1990-11-10     | 190 cm/88 kg     | KTH Krynica             |       |       |
| 16.               | 11.   | Mateusz Gościński     | 1997-07-23     | 188 cm/76 kg     | MKS Sokoły Toruń        |       |       |
| 17.               | 21.   | Aleksiej Jefimienko   | 1985-08-20     | 188 cm/88 kg     | Łokomotiw Jarosław      |       |       |
| 18.               | 91.   | Bartłomiej Jeziorski  | 1998-04-22     | 189 cm/75 kg     | MOSM Tychy              |       |       |
| 19.               | 15.   | Gleb Klimienko        | 1983-07-28     | 174 cm/81 kg     | Siewierstal Czerepowiec |       |       |
| 20.               | 68.   | Patryk Kogut          | 1991-10-19     | 187 cm/94 kg     | Naprzód Janów           |       |       |
| 21.               | 5.    | Filip Komorski (A)    | 1981-07-27     | 191 cm/93 kg     | KH Legia Warszawa       |       |       |
| 22.               | 9.    | Christian Mroczkowski | 1994-06-05     | 183 cm/86 kg     |                         |       |       |
| 23.               | 13.   | Jarosław Rzeszutko    | 1986-10-17     | 183 cm/80 kg     | GKS Stoczniowiec Gdańsk |       |       |
| 24.               | 8.    | Alexander Szczechura  | 1990-05-01     | 175 cm/82 kg     |                         |       |       |
| 25.               | 16.   | Michael Szmatula      | 1992-08-10     | 175 cm/83 kg     |                         |       |       |
| 26.               | 66.   | Jakub Witecki         | 1990-07-21     | 187 cm/83 kg     | KTH Krynica             |       |       |
| Sztab szkoleniowy |       |                       |                |                  |                         |       |       |
| –                 | TR    | Andrej Husau          | 1969-11-16     | I trener         |                         |       |       |
| –                 | TR    | Krzysztof Majkowski   | 1978-04-04     | II trener        |                         |       |       |
| –                 | TR    | Siarhiej Szapiaciuk   | 1978-03-13     | II trener        |                         |       |       |
| –                 | TR    | Arkadiusz Sobecki     | 1980-01-15     | trener bramkarzy |                         |       |       |

#### JKH GKS Jastrzębie
| SKŁAD             | SKŁAD | SKŁAD                  | SKŁAD          | SKŁAD         | SKŁAD                    | SKŁAD | SKŁAD |
| Lp.               | Nr    | Zawodnik               | Data urodzenia | Wzrost/Waga   | Wychowanek               |       |       |
| ----------------- | ----- | ---------------------- | -------------- | ------------- | ------------------------ | ----- | ----- |
| BRAMKARZE         |       |                        |                |               |                          |       |       |
| 1.                | 1.    | David Marek            | 1998-02-24     | 194 cm/75 kg  |                          |       |       |
| 2.                | 90.   | Oskar Prokop           | 1999-03-05     | 180 cm/75 kg  |                          |       |       |
| 3.                | 96.   | Ondřej Raszka          | 1990-03-04     | 192 cm/103 kg | HC Oceláři Trzyniec      |       |       |
| OBROŃCY           |       |                        |                |               |                          |       |       |
| 4.                | 13.   | Kordian Chorążyczewski | 1997-10-28     | 175 cm/77 kg  | wychowanek               |       |       |
| 5.                | 94.   | Jakub Gimiński         | 1994-01-29     | 178 cm/74 kg  | MKS Sokoły Toruń         |       |       |
| 6.                | 17.   | Kamil Górny (A)        | 1989-09-20     | 182 cm/88 kg  | wychowanek               |       |       |
| 7.                | 27.   | Henrich Jabornik       | 1991-02-18     | 190 cm/88 kg  |                          |       |       |
| 8.                | 3.    | Māris Jass             | 1985-01-18     | 188 cm/90 kg  | Stalkers Daugavpils      |       |       |
| 9.                | 16.   | Arkadiusz Kostek       | 1994-06-16     | 185 cm/84 kg  |                          |       |       |
| 10.               | 5.    | Jakub Michałowski      | 1998-04-19     | 188 cm/84 kg  | wychowanek               |       |       |
| 11.               | 23.   | Grzegorz Radzieńciak   | 1998-06-03     | 176 cm/74 kg  | HC Oceláři Trzyniec      |       |       |
| NAPASTNICY        |       |                        |                |               |                          |       |       |
| 12.               | 71.   | Artem Iossafov         | 1990-09-27     | 180 cm/85 kg  | Etelä-Vantaan Urheilijat |       |       |
| 13.               | 98.   | Dominik Jarosz         | 1998-10-16     | 187 cm/81 kg  | wychowanek               |       |       |
| 14.               | 82.   | Martin Kasperlík       | 1993-06-10     | 175 cm/77 kg  |                          |       |       |
| 15.               | 10.   | Tomasz Kulas           | 1989-09-22     | 179 cm/79 kg  | wychowanek               |       |       |
| 16.               | 24.   | Patryk Matusik         | 1996-07-01     | 185 cm/91 kg  | wychowanek               |       |       |
| 17.               | 29.   | Kamil Misterkiewicz    | 2000-04-27     | 187 cm/75 kg  | wychowanek               |       |       |
| 18.               | 20.   | Łukasz Nalewajka       | 1993-11-30     | 173 cm/80 kg  | wychowanek               |       |       |
| 19.               | 22.   | Radosław Nalewajka     | 1993-11-30     | 169 cm/74 kg  | wychowanek               |       |       |
| 20.               | 14.   | Dominik Paś            | 1999-09-21     | 175 cm/68 kg  | wychowanek               |       |       |
| 21.               | 8.    | Patryk Pelaczyk        | 1998-09-05     | 195 cm/105 kg | wychowanek               |       |       |
| 22.               | 11.   | Jesse Rohtla           | 1988-03-08     | 174 cm/78 kg  | Pelicans Lahti           |       |       |
| 23.               | 18.   | Radosław Sawicki       | 1995-09-08     | 180 cm/82 kg  | STS Sanok                |       |       |
| 24.               | 7.    | Jan Sołtys             | 2000-09-13     | 185 cm/83 kg  | wychowanek               |       |       |
| 25.               | 92.   | Maciej Urbanowicz (C)  | 1986-07-12     | 181 cm/87 kg  | GKS Stoczniowiec Gdańsk  |       |       |
| 26.               | 21.   | Kamil Wałęga           | 2000-07-21     | 182 cm/72 kg  | wychowanek               |       |       |
| 27.               | 15.   | Kamil Wróbel           | 1997-02-20     | 184 cm/82 kg  | wychowanek               |       |       |
| Sztab szkoleniowy |       |                        |                |               |                          |       |       |
| –                 | TR    | Róbert Kaláber         | 1969-10-08     | I trener      |                          |       |       |
| –                 | TR    | Rafał Bernacki         | 1981-05-05     | II trener     |                          |       |       |

## Przed meczem

### Bilety
Za dystrybucję biletów na spotkanie o Superpuchar Polski odpowiedzialna była Polska Hokej Liga. Od 2 września bilety na ten mecz dostępne były również w biurze klubu JKH na lodowisku Jastor. Wejściówki można było również nabyć przez internet w serwisie www.bilety.jkh.pl. Cena pojedynczego biletu wynosiła 15 zł bez podziału na normalne i ulgowe. Klub JKH wystosował również komunikat, w którym poinformował, że ze względu na niewielką liczbę pozostałych w sprzedaży biletów klub nie będzie przyjmował zorganizowanych grup kibiców gości.

### Media i transmisje
Prawa do pokazywania meczu o Superpuchar Polski po rocznej przerwie nabyła stacja telewizyjna TVP Sport. Spotkanie było również transmitowane w internecie na platformie sport.tvp.pl. Transmisja meczu rozpoczęła się o godzinie 19:30, a mecz poprzedziło studio. Prowadziła je dziennikarka TVP Olga Rybicka wraz z byłym reprezentantem Polski Grzegorzem Piekarskim. Spotkanie komentowali Stanisław Snopek oraz Patryk Rokicki. W przerwach między tercjami wywiady przeprowadzała Anna Kozińska.

Pierwotnie tego spotkania nie było w telewizyjnej ramówce. Wszyscy jednak zdajemy sobie sprawę z tego, jakie zainteresowanie wywołuje starcie zdobywcy Pucharu Polski z mistrzem kraju. Stąd nasze starania o transmisję tej potyczki.

Spotkanie było również transmitowane przez Polskie Radio Katowice. Relacja rozpoczęła się o godz. 19:15 na częstotliwości 101,2, a także za pośrednictwem strony internetowej www.radio.katowice.pl. Mecz komentowali Jerzy Góra i Tadeusz Musioł. Mecz oglądało ok. 18 tys. telewidzów.

### Sędziowie
Na początku września Wydział Sędziowski PZHL ogłosił obsadę sędziowską na spotkanie o Superpuchar. Identycznie jak podczas meczów Pucharu Polski i ligowych spotkań play-off, mecz sędziowało czterech sędziów, dwóch głównych i dwóch liniowych. Arbitrami głównymi zostali wybrani Tomasz Radzik z Krynicy-Zdroju i Przemysław Kępa z Nowego Targu. Na liniach pomagali im Wiktor Zień z Warszawy i Paweł Kosidło z Opola, a obserwatorem meczu był Jacek Rokicki.

## Mecz
Spotkanie między mistrzem Polski a zdobywcą krajowego pucharu oficjalnie otworzyło nowy sezon ligowy w Polsce. Mecz rozpoczął się o godz. 19:30, a sędziowali go Tomasz Radzik z Krynicy-Zdroju i Przemysław Kępa z Nowego Targu. Na trybunach hali Jastor zasiadł komplet publiczności. Zespół z Tych przystąpił do tego spotkania w okolicznościowych koszulkach stylizowanych na stroje z początku istnienia sekcji. Od pierwszego gwizdka sędziego inicjatywę przejęli gospodarze, którzy stworzyli kilka okazji do zdobycia bramki. Jedną z nich zmarnował Kamil Wróbel, który będąc w sytuacji sam na sam z bramkarzem nie zdołał go pokonać. W 9. minucie hokeiści JKH wykorzystali grę w przewadze i objęli prowadzenie. Po założeniu hokejowego zamka spod niebieskiej Henrich Jabornik podał do Artema Iossafova, który odegrał do Jesse Rohtli. Nowo pozyskany fiński napastnik skierował krążek do bramki rywali. Po upływie 48 sekund tyszanie wyrównali stan rywalizacji. Indywidualną akcję przeprowadził Gleb Klimienko. Rosyjski napastnik wyłożył krążek Bartoszowi Ciurze, a ten strzałem przy słupku pokonał Ondřeja Raszkę. Był to moment zwrotny tego spotkania. Tyszanie dłużej utrzymywali się przy krążku i w 14. minucie zdobyli drugiego gola. Na listę strzelców strzałem z nadgarstka wpisał się Christian Mroczkowski. Kanadyjczyk wykorzystał zamieszanie pod bramką i to, że Raszka bronił nie swoim kijem. W tej części gry nie padły już żadne gole.
Drugą część gry dobrze rozpoczęli tyszanie. Krążek w tercji JKH przejął Klimienko i podał do niepilnowanego Michaela Cichego. Napastnik tyszan uderzył w krótki róg bramki, a źle ustawiony Raszka przepuścił krążek. Po tej sytuacji trener Róbert Kaláber dokonał zmiany w bramce jastrzębian, w miejsce Raszki wszedł David Marek. Kilka minut później napastnik JKH Kamil Wróbel zaatakował nieprzepisowo kolanem Adama Bagińskiego, za co otrzymał karę meczu. Bagiński z pomocą kolegów z drużyny zjechał do własnego boksu. Tyszanie grali przez pięć minut z przewagą zawodnika, jednak nie zdołali podwyższyć prowadzenia. W 29. minucie zawodnicy GKS-u zdobyli czwartego gola. Kontrę przeprowadzili Michael Kolarz z Patrykiem Kogutem, a akcję zakończył strzałem pod poprzeczkę poszkodowany kilka minut wcześniej Bagiński. Na pięć minut przed końcem tercji Aleksiej Jefimienko wykorzystał zamieszanie przed bramką Marka i zdobył piątego gola. Było to ostatnie trafienie w tej części gry i potwierdzenie przewagi tyszan.
Trzecia odsłona była bardziej wyrównana niż druga, w której dominowali tyszanie. W 45. minucie szóstego gola zdobył Alexander Szczechura, który wykorzystał dobre podanie zza bramki Gleba Klimienki. Było to ostatnie trafienie w tym meczu. Dobrą okazję do zmniejszenia rezultatów porażki zmarnował Artem Iossafov, który przegrał pojedynek jeden na jeden z bramkarzem Tych Johnem Murrayem. Ostatecznie mecz zakończył się zwycięstwem GKS-u Tychy 6:1, którzy zdobyli Superpuchar Polski po raz trzeci w historii.
| STATYSTYKI         |               |           |
| JKH GKS Jastrzębie | 1:6           | GKS Tychy |
| 28                 | Strzały       | 32        |
| 26                 | Strzały celne | 21        |
| 29                 | Kary          | 22        |
| 24                 | Wznowienia    | 26        |

Powiedzieli po meczu:
Andrej Husau, trener GKS Tychy: – Chcę podziękować naszym kibicom za to, że przyjechali do Jastrzębia. Jak zawsze, gdy pojawiają się na trybunach atmosfera jest niesamowita. Co do samego meczu… Bardzo dobra gra gospodarzy w pierwszej tercji. Przegraliśmy ją w strzałach i wznowieniach. Przeciwnik był szybszy i agresywniejszy. Obawiałem się trochę tego, bo w ostatnich czterech spotkaniach w Lidze Mistrzów, więcej się broniliśmy, niż prowadziliśmy grę. Rywale bardzo rzadko pozwalali nam robić jakieś akcje w tercji ataku. Nasi napastnicy trochę zapomnieli jak prawidłowo grać w tercji rywala. Później doszliśmy do siebie. Myślę, że od początku drugiej tercji byliśmy lepszą drużyną na tafli. Trzecia tercja była zdecydowanie najlepsza. Przeciwnik cofnął się do tyłu i nie atakował nas już tak agresywnie. Cieszę się z tego, że chłopaki zdobyli trofeum, ale jutro już o tym zapomnimy, bo rozpoczyna się liga…
Róbert Kaláber, trener JKH GKS Jastrzębie: – Tak jak kolega mówił pierwsza tercja z naszej strony była bardzo dobra. Zagraliśmy szybko, agresywnie, nie dając przeciwnikom dużo miejsca na grę. To my powinniśmy prowadzić po 20 minutach 2:1, a nie rywal. Różnica była tylko taka, że to przeciwnikowi łatwo przychodziło zdobywanie goli, a nie nam. Ciężko się napracowaliśmy, ale zdobyliśmy tylko jedną bramkę. Później lepsi byli tyszanie. Byli szybsi, dokładniejsi i wygrywał pojedynki „jeden na jeden”. Przy bramce na 3:1 pomogliśmy GKS-owi, podając jednego z tyskich graczy. Później na lodzie była już tylko jedna drużyna. W takich meczach trzeba uznać wyższość rywali i docenić ich jakość. Tyszanie mają duże doświadczenie, zaczerpnięte z Hokejowej Ligi Mistrzów. Dzisiaj byli lepsi i zasłużenie zdobyli trofeum…

## Wynik
| 13 września 2019 | JKH GKS Jastrzębie | 1:6 | GKS Tychy | Lodowisko Jastor, Jastrzębie-Zdrój |

| Szczegóły      | Szczegóły | Szczegóły       | Szczegóły | Szczegóły                                                                                              |
| -------------- | --- | --------------- | --- | --- |
| Godzina: 19:30 | (A. Iossafov – H. Jabornik) J. Rohtla (PP) 08:56 | (1:2, 0:3, 0:1) | 09:44 (EQ) B. Ciura (G. Klimienko – M. Cichy) 13:42 (EQ) C. Mroczkowski (P. Novajovský – A. Jeronau) 21:26 (EQ) M. Cichy (G. Klimienko) 28:35 (EQ) A. Bagiński (P. Kogut – F. Komorski) 35:43 (PP) A. Jefimienko (M. Szmatula – C. Mroczkowski) 45:02 (EQ) A. Szczechura (G. Klimienko – M. Cichy) | Widzów: 1850 Sędzia główny: Tomasz Radzik Przemysław Kępa Sędziowie liniowi: Wiktor Zień Paweł Kosidło |
| Godzina: 19:30 | 29 min. kar |                 | 22 min. kar | Widzów: 1850 Sędzia główny: Tomasz Radzik Przemysław Kępa Sędziowie liniowi: Wiktor Zień Paweł Kosidło |
| Godzina: 19:30 | Skład: Bramkarz 96. O. Raszka (do 21:26) 1. D. Marek (od 21:27) I piątka 17. K. Górny, 3. M. Jass 82. M. Kasperlík, 98. D. Jarosz, 92. M. Urbanowicz II piątka 27. H. Jabornik, 16. A. Kostek 71. A. Iossafov, 11. J. Rohtla (2), 22. Ł. Nalewajka (2) III piątka 5. J. Michałowski, 23. G. Radzieńciak 14. D. Paś, 21. K. Wałęga, 7. J. Sołtys IV piątka 94. J. Gimiński 24. P. Matusik, 22. R. Nalewajka, 10. T. Kulas, 15. K. Wróbel (25) Trener: Róbert Kaláber |                 | Skład: Bramkarz 31. J. Murray 18. K. Lewartowski (nie grał) I piątka 29. A. Jeronau, 88. P. Novajovský 21. A. Jefimienko (12), 16. M. Szmatula, 9. C. Mroczkowski II piątka 87. M. Kotlorz, 69. M. Bryk 91. B. Jeziorski (2), 24. R. Galant (2), 66. J. Witecki III piątka 67. B. Pociecha, 6. B. Ciura 15. G. Klimienko, 78. M. Cichy, 8. A. Szczechura IV piątka 33. M. Kolarz, 59. D. Akimoto (2) 68. P. Kogut, 5. F. Komorski (2), 3. Adam Bagiński (2) Trener: Andrej Husau | Widzów: 1850 Sędzia główny: Tomasz Radzik Przemysław Kępa Sędziowie liniowi: Wiktor Zień Paweł Kosidło |

## Statystyki
W edycji z 2019 roku udział wzięły zespoły mistrza Polski GKS-u Tychy oraz zdobywcy Pucharu Polski JKH GKS Jastrzębie. Hokeiści obu drużyn w regulaminowym czasie gry zdobyli łącznie siedem bramek. Wszystkie klasyfikacje indywidualne wygrali zawodnicy GKS-u Tychy. Najskuteczniejszym zawodnikiem z jedną bramką i dwiema asystami był amerykański napastnik Michael Cichy. W turnieju siedmiu zawodników zdobyło po jednym golu, z czego sześciu z drużyny GKS Tychy. Najlepiej asystującym zawodnikiem w rozgrywkach Superpucharu Polski był rosyjski napastnik Gleb Klimienko, który zanotował trzy kluczowe podania. W meczu przynajmniej jeden punkt za asystę otrzymało 10 graczy. Najwięcej z drużyny triumfatora GKS-u Tychy 8 hokeistów. Klasyfikację kanadyjską wygrał najlepszy strzelec turnieju Michael Cichy, który zdobył 3 punkty za gola i dwie asysty. W zestawieniu najlepiej punktujących obrońców zwyciężył Bartosz Ciura z 1 punktem za gola. Był jedynym obrońcą, który wpisał się na listę strzelców. Bramkarz GKS Tychy Ondřej Raszka zakończył turniej z najlepszą skutecznością obron wynoszącą 96,4%.
| Lp. | Zawodnik              | Narodowość        | Klub               | Mecze | Punkty | Bramki | Asysty | Minuty kar | +/− |
| --- | --------------------- | ----------------- | ------------------ | ----- | ------ | ------ | ------ | ---------- | --- |
| 1.  | Michael Cichy         | Stany Zjednoczone | GKS Tychy          | 1     | 3      | 1      | 2      | 0          |     |
| 2.  | Gleb Klimienko        | Rosja             | GKS Tychy          | 1     | 3      | 0      | 3      | 0          |     |
| 3.  | Christian Mroczkowski | Kanada            | GKS Tychy          | 1     | 2      | 1      | 1      | 0          |     |
| 4.  | Adam Bagiński         | Polska            | GKS Tychy          | 1     | 1      | 1      | 0      | 2          |     |
| 5.  | Bartosz Ciura         | Polska            | GKS Tychy          | 1     | 1      | 1      | 0      | 0          |     |
| 6.  | Aleksiej Jefimienko   | Białoruś          | GKS Tychy          | 1     | 1      | 1      | 0      | 12         |     |
| 7.  | Jesse Rohtla          | Finlandia         | JKH GKS Jastrzębie | 1     | 1      | 1      | 0      | 2          |     |
| 8.  | Alexander Szczechura  | Kanada            | GKS Tychy          | 1     | 1      | 1      | 0      | 0          |     |
| 9.  | Artem Iossafov        | Finlandia         | JKH GKS Jastrzębie | 1     | 1      | 0      | 1      | 0          |     |
| 10. | Henrich Jabornik      | Słowacja          | JKH GKS Jastrzębie | 1     | 1      | 0      | 1      | 0          |     |
| 11. | Alaksandr Jeronau     | Białoruś          | GKS Tychy          | 1     | 1      | 0      | 1      | 0          |     |
| 12. | Patryk Kogut          | Polska            | GKS Tychy          | 1     | 1      | 0      | 1      | 0          |     |
| 13. | Filip Komorski        | Polska            | GKS Tychy          | 1     | 1      | 0      | 1      | 2          |     |
| 14. | Peter Novajovský      | Słowacja          | GKS Tychy          | 1     | 1      | 0      | 1      | 0          |     |
| 15. | Michael Szmatula      | Stany Zjednoczone | GKS Tychy          | 1     | 1      | 0      | 1      | 0          |     |
| 16. | Denis Akimoto         | Japonia           | GKS Tychy          | 1     | 0      | 0      | 0      | 2          |     |
| 17. | Radosław Galant       | Polska            | GKS Tychy          | 1     | 0      | 0      | 0      | 2          |     |
| 18. | Bartłomiej Jeziorski  | Polska            | GKS Tychy          | 1     | 0      | 0      | 0      | 2          |     |
| 19. | Łukasz Nalewajka      | Polska            | JKH GKS Jastrzębie | 1     | 0      | 0      | 0      | 2          |     |
| 20. | Kamil Wróbel          | Polska            | JKH GKS Jastrzębie | 1     | 0      | 0      | 0      | 25         |     |